# Williamson River (Oregon)
Der Williamson River ist ein etwa 120 Kilometer langer Fluss im südwestlichen Oregon. Zusammen mit seinem Nebenfluss Sprague River bildet er den wichtigsten Zufluss des Upper Klamath Lake.
Der Williamson River entspringt am Nordhang des Fuego Mountain im zentralen Klamath County. Die Quelle liegt zirka 64 Kilometer nordöstlich der Stadt Klamath Falls. Der Fluss fließt zunächst in nördlicher Richtung durch Gebirge und später durch eine eher flache Landschaft. Nahe der Ortschaft Chiloquin fließen Williamson River und Sprague River zusammen, bevor sie bei Modoc Point in den Upper Klamath Lake münden. Die Stelle ist vom U.S. Highway 97 aus sichtbar. Die Umweltschutzorganisation The Nature Conservancy erwarb einen Teil des sumpfigen Landes, wo der Fluss mündet. Die Organisation wies das Delta als Rastgebiet für Zugvögel aus.
In dem landwirtschaftlich genutzten Tal nördlich des Upper Klamath Lake wurde ein Grabenbewässerungssystem zur Bewässerung der Felder angelegt. Diese werden mit Wasser aus dem Williamson River gespeist.